# Bärpickare
Bärpickare (Melanocharitidae) är en familj av ordningen tättingar. Familjen består av tolv arter i tre släkten med utbredning enbart på Nya Guinea:
- Släkte Toxorhamphus
  - Gråvingad böjnäbb (Toxorhamphus poliopterus)
  - Gulbukig böjnäbb (Toxorhamphus novaeguineae)
- Släkte Oedistoma
  - Pygméböjnäbb (Oedistoma pygmaeum)
  - Dvärgböjnäbb (Oedistoma iliolophus)
- Släkte Melanocharis
  - Gulnäbbad bärpickare (Melanocharis arfakiana)
  - Svart bärpickare (Melanocharis nigra)
  - Gulsidig bärpickare (Melanocharis longicauda)
  - Solfjädersbärpickare (Melanocharis versteri)
  - Kumawabärpickare (Melanocharis citreola) – nyligen beskriven art
  - Strimmig bärpickare (Melanocharis striativentris)
  - Tjocknäbbad bärpickare (Melanocharis crassirostris)
  - Prickig bärpickare (Melanocharis piperata)